# 飛龍 (消防艇・3代)
飛龍（ひりゅう）は、福岡市消防局に配属されていた消防艇。同名の消防艇としては3隻目である。

## 建造
博多湾には2ヶ所（荒津地区・西戸崎地区）の石油備蓄基地があり、湾外の玄界灘にも福岡市域に含まれる玄界島や小呂島といった離島がある。さらに、博多港には2万総トン以上の船舶が月平均で20隻以上入港し、港湾整備でさらに増加する見込みだったことから、これらの船舶・港湾火災に対応できる消防船として建造された。

## 設計
船体は耐候性高張力鋼製でV型断面、上構は耐食アルミニウム合金製である。推進器はスクリュープロペラによる3軸で、中央軸の可変ピッチプロペラによる後進が可能となっている。
消火設備として、容量5,000-13,000L/分の消防ポンプ2基を搭載し、吸水口を4ヶ所、放水口を14ヶ所有する。放水砲は、船首甲板に2基（放水量：3,000L/分）、操舵室天井に2基（放水量：5,000L/分）に加え、マストに最大15.0m（喫水線からの高さ）まで伸縮可能な放水砲1基（放水量：5,000L/分）を装備する・これらの放水砲は手動操作のほか、遠隔操作も可能である。消火設備の動力には、補機である4サイクル高速ディーゼルエンジン（70馬力）を1基搭載する。
船内には、2,700Lの燃料タンク2基と2,100Lの泡消火剤原液タンク2基、1,000L油処理剤タンク1基を有する。

## 運用
博多消防署管内の水上出張所（博多区石城町7-10）に配備された。2001年（平成13年）2月に水上出張所が東消防署管内の東区東浜二丁目1番53号に移転新築したのに伴い、「飛龍」も博多船溜から東浜船溜に移動した。
移動後も延べ23年間消防活動に従事し、2012年（平成24年）2月に業務を4代目に引き継ぎ退役した。